# Indebetouska huset

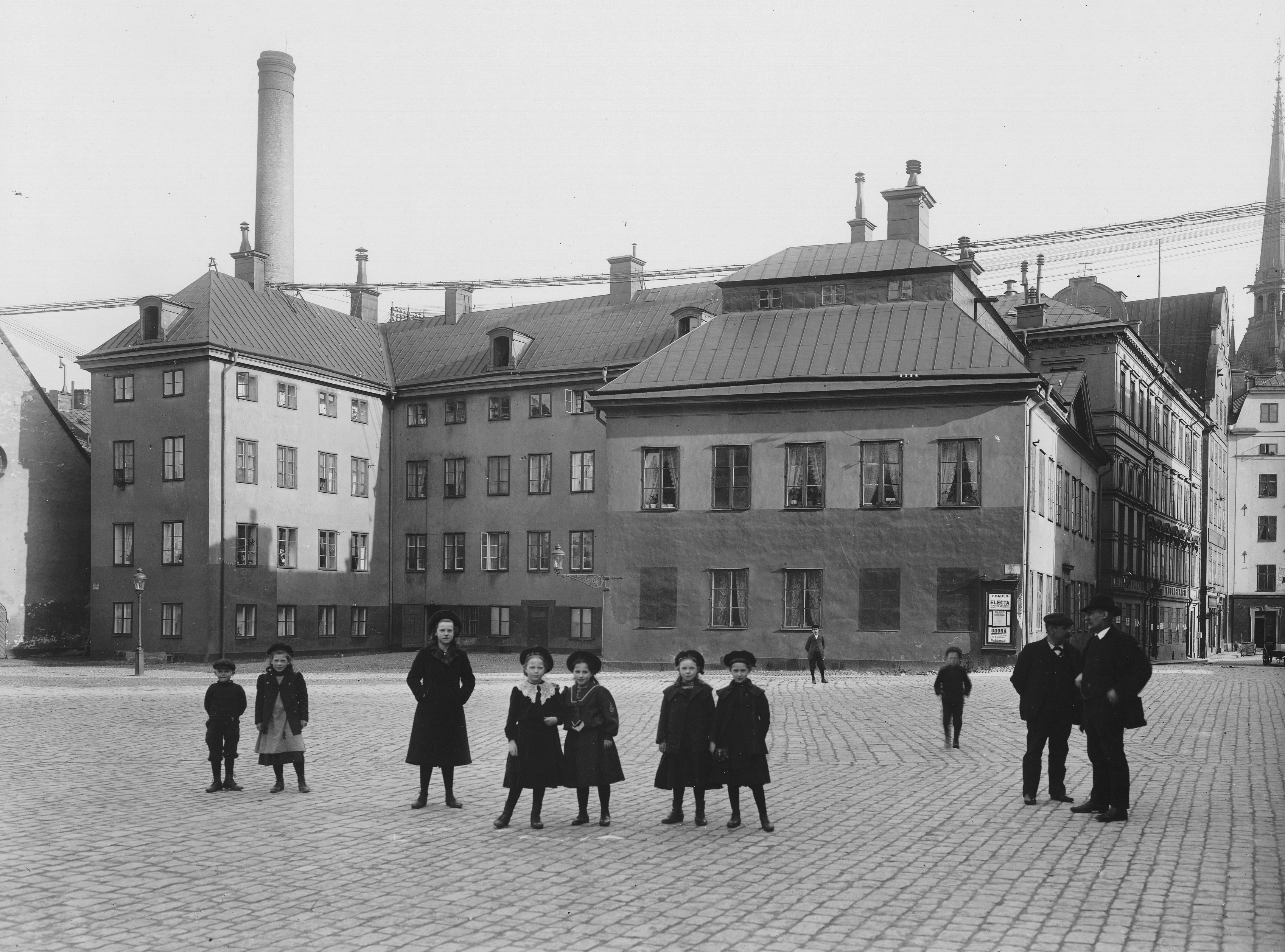
Indebetouska huset kring sekelskiftet 1900.

Indebetouska huset var en byggnad i kvarteret Europa vid Slottsbacken i Gamla stan, Stockholm. Huset härrörde från 1700-talet och revs omkring 1910 för att ge plats åt Hovförvaltningens hus.

## Historik

### Tomten

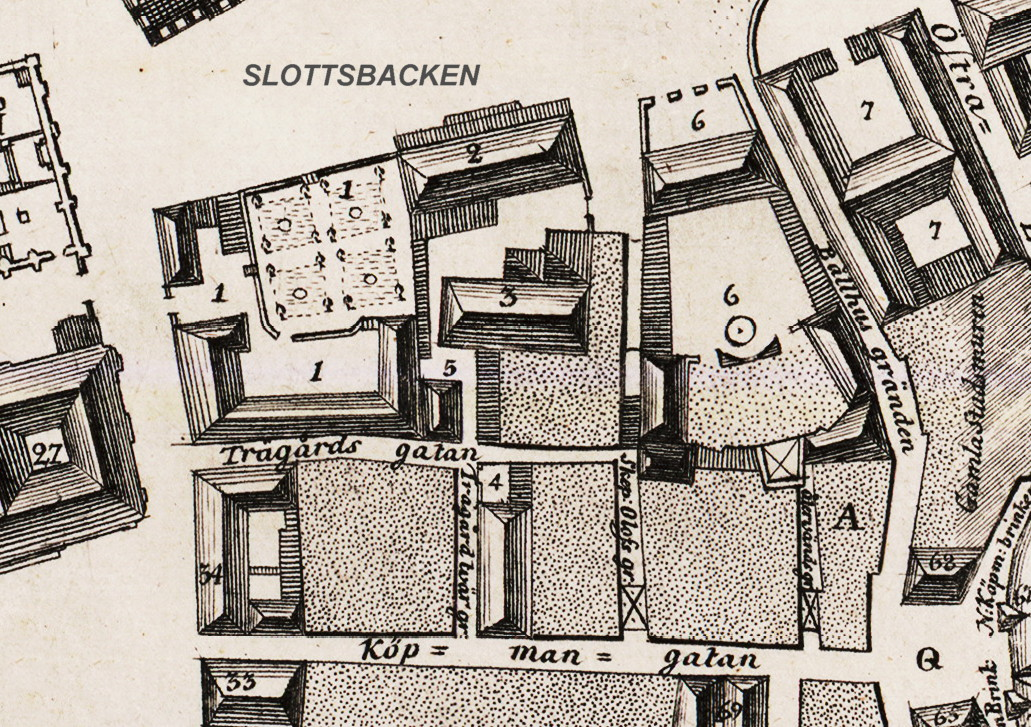
Kvarteret Europa 1771.
Nr 1 Indebetouska fastigheten och trädgården; nr 2. Stora Bollhuset; nr 3. Finska kyrkan (Lilla Bollhuset); nr. 6 Tessinska palatset. Detalj av Jonas Brolins karta.

Den attraktiva tomten väster om Stora Bollhuset (dagens Slottsbacken 2) donerades 1647 till hovpredikant Erik Gabrielsson Emporagrius, sedermera biskop i Strängnäs stift. Året därpå fick riksskattmästaren Gabriel Bengtsson Oxenstierna den motsvarande södra delen. Utöver bollhuset var området obebyggt och bestod av trädgårdar.

### Isac Breants hus
Tomtkartan från år 1700 redovisar mot Slottsbacken handelsmannens Isac Breants hus, som upptar hela västra hörnet samt Kongl. Bohlhuset / Commödianthuset (Stora Bollhuset). Isac Breant (död 1701) hade åren 1664 och 1682 kommit över hela den attraktiva hörntomten uppe på Slottsbacken och med stor omkostnad och besvär anlagt en trädgård samt den stora stenmuren, som alldeles var förfallen, däromkring uppbyggt. Breant var en förmögen man, hans handelsfirma levererade bland annat skrivpapper till ämbetsverken. I kammarkollegiets handlingar nämns han som leverantör och långivare till kronan och högadeln. Han ägnade sig även åt brukshanteringen och lät anlägga Iggesunds bruk i Hälsingland. I fastigheten Europa 3 (nuvarande Europa mindre 1) fick han konungens tillstånd att få uppföra ett litet stenhus utmed Källargränd.

### Indebetouska fastigheten

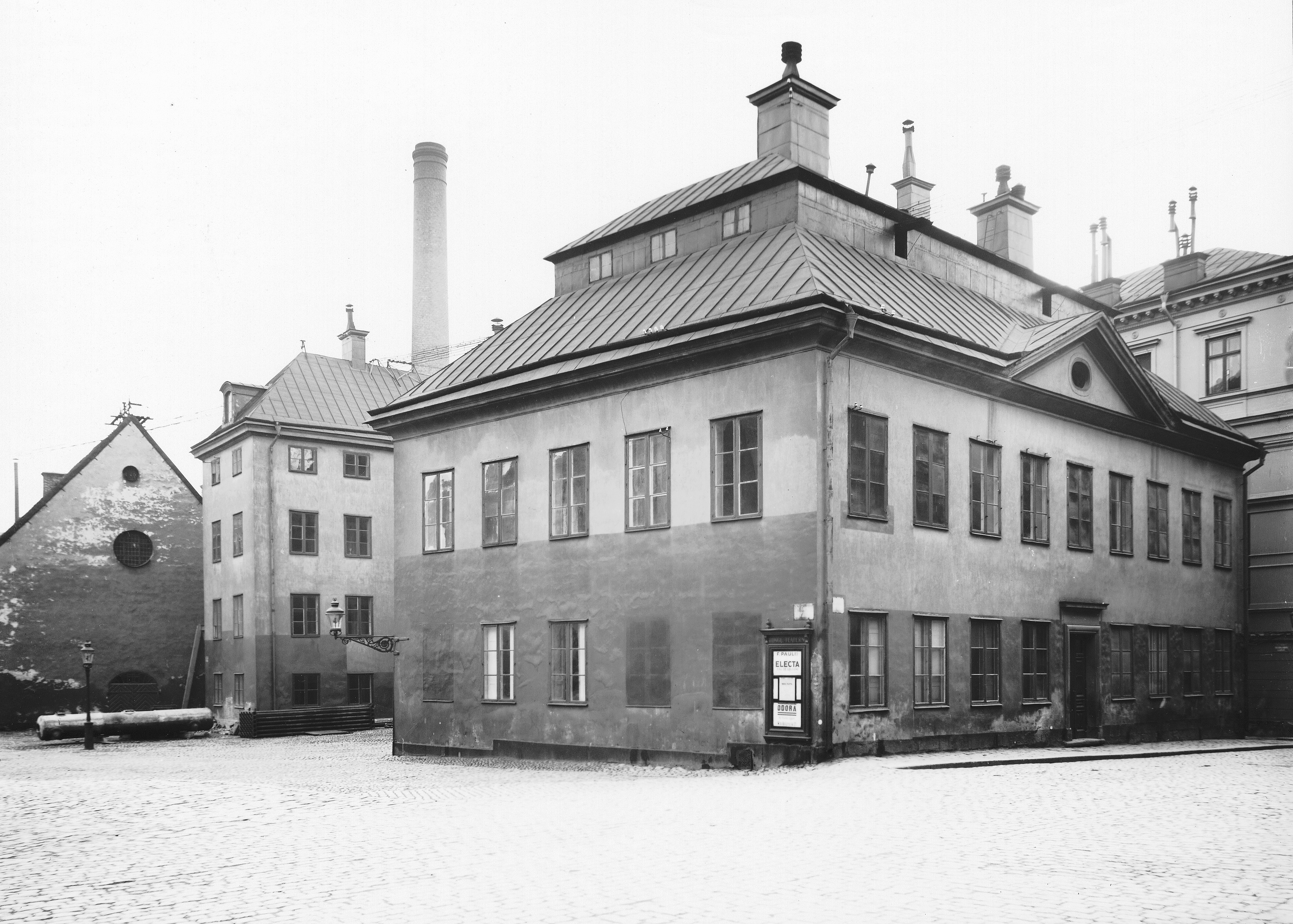
Ursprungshuset med säteritak, 1907.

År 1761 blev rådmannen Johan Indebetou (1703-1789) ägare till fastigheten. Han var en inflytelserik grosshandlare i Stockholm och engagerade sig bland annat i Börshusets tillkomst. 1782, vid nära 80 års ålder, utnämndes han av Gustav III egenmäktigt till politieborgmästare.
Under hans tid byggdes det så kallade Indebetouska huset. Indebetous byggnad bestod av flera huskroppar. Längs Källargränd låg den lilla byggnaden från Breants tid. Sedan anslöt en två våningar hög byggnad som täcktes av ett högt säteritak. Norra delen bildade en vinkel med en två fönsteraxlar bred flygel åt öster. Förmodligen var den ursprungligen fristående. Mot norr och Slottsbacken fanns en trädgård som sträckt sig fram till Stora Bollhuset. Entréfasaden med tympanon var vänt mot väster och Källargränd.
Under 1700-talets senare del lät Indebetou uppföra en länga i vinkel med tre huvudvåningar och en lägre attikavåning längs med Trädgårdsgatanoch mot Finska kyrkan. Från Trädgårdsgatan ledde en portgång in till trädgården. Mot norr och Slottsbacken bildade längan en flygelbyggnad som hade sin pendang i ursprungsbyggnaden, däremellan sträckte sig en nio fönsteraxlar lång byggnadskropp täckt av ett sadeltak. Ingen av arkitekterna är känd. Anläggningen framgår på Jonas Brolins karta från 1771.

### Husets vidare öden

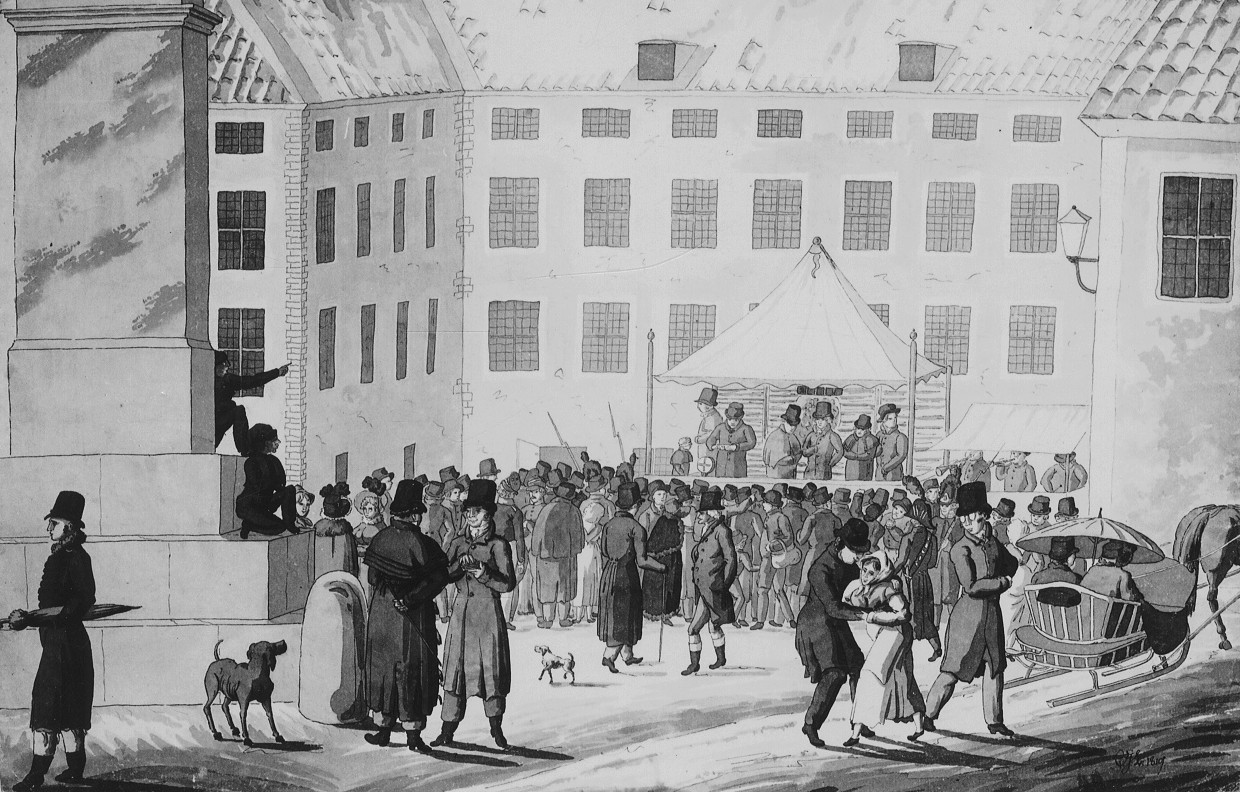
Indebetouska huset 1819, dragning i Kungliga Nummerlotteriet.

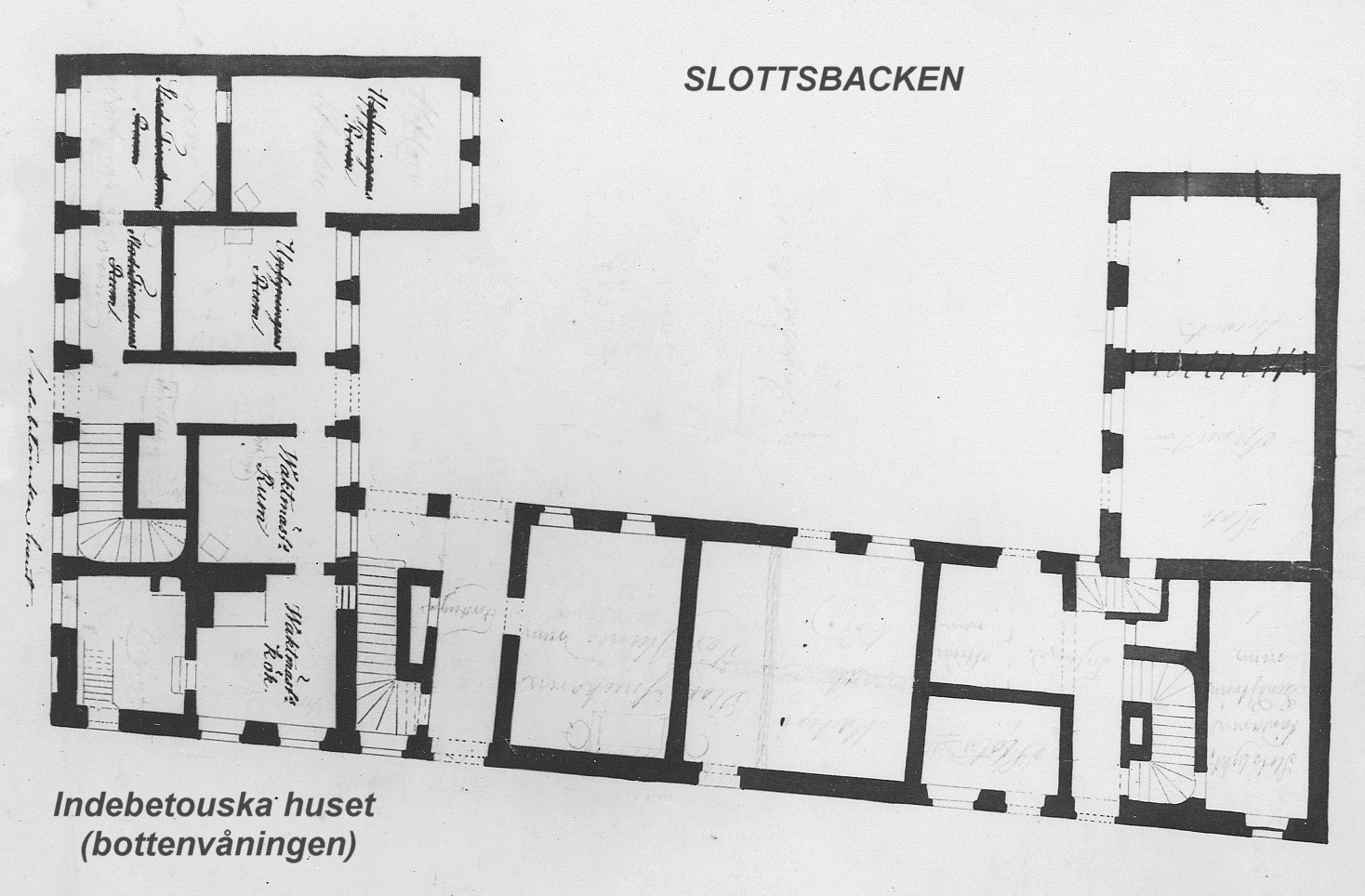
Indebetouska huset, bottenvåning, 1800-talet.

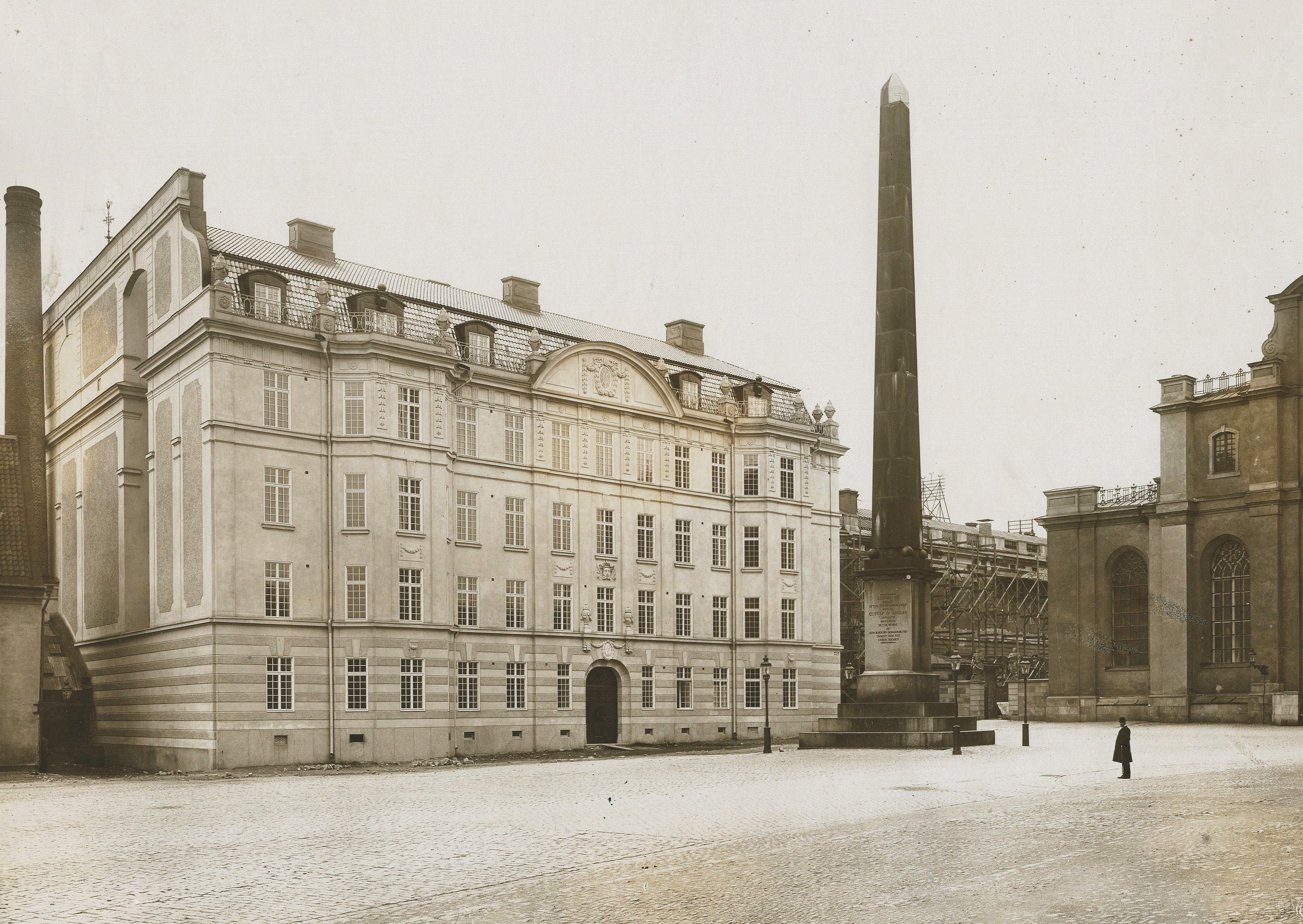
Nybyggda Hovförvaltningens hus.

När Johan Indebetou avled hösten 1789 och huset skulle säljas anmälde sig Gustav III som spekulant. Två dagar före sin död antog konungen sterbhusets anbud. Därefter såldes fastigheten för 25 000 riksdaler banco till statsverket. Meningen var att riva samtliga byggnader väster om Tessinska palatset och omgestalta Slottsbackens sydvästra del fram till Börshuset. På den Indebetouska tomten skulle det uppföras en ny monumentalbyggnad. Planerna och idéerna växlade ständigt. I ett av förslagen som utarbetades av arkitekt Erik Palmstedt skulle en ny stor teaterbyggnad placeras här, i ett annat Stockholms panteon, stadens nya begravningskyrka. 
På sin dödsbädd 1792 försökte Gustav III förmå sin bror hertig Karl att fullfölja planerna. Det enda han genomförde var att besluta om rivningen av Stora Bollhuset, medan Indebetouska huset fick stå kvar med undantag för Breants lilla hörnbyggnad och trädgården. På det viset breddades Slottsbacken söderut och Indebetouska huset stod nu ungefär i liv med Finska kyrkan och Tessinska palatset. Därefter nyttjades byggnaden av statens ämbetsverk, bland annat som polishus, slottskansli, krigsexpedition och dragningsplats för Kungliga Nummerlotteriet.
Enligt en besiktning år 1823 var Indebetouska huset redan då i mycket dåligt skick och staden började planera för rivning och en lämplig ny byggnad. Bland förslagen nämndes 1845 nybygget för Nationalmuseum på Indebetouska husets och Finska kyrkans plats och 1862 väcktes idén att här uppföra Riksbankshuset. I början av 1890-talet uppkom tanken att anlägga ett kanslihus på tomten.
År 1910 revs slutligen Indebetouska huset. På platsen uppfördes istället det ännu bevarade Hovförvaltningens hus. Dess arkitekt, Erik Josephson, fick svidande kritik för sitt hus av bland andra Ragnar Östberg och Albert Lilienberg. Även stadsantikvarien Tord O:son Nordberg var hård i sin kritik. Han menade bland annat om byggnaden: Den står som ett Mene tekel för yngre arkitektgenerationer, som utan hänsyn till en värdefull gammal miljö planera och vilja bygga hus, tråcklade efter det mod, som för tillfället är sista skriket i New York eller Paris.